# آزادماهیان
آزادماهیان (Salmonidae) خانواده‌ای از ماهیان پرتوباله و در حال حاضر تنها خانواده در راسته آزادماهی‌سانان (Salmoniformes) به‌شمار می‌رود.
آزادماهی، قزل‌آلا، سفیدماهی آب شیرین و ماهی بلندباله از خانوادهٔ آزادماهیان هستند.
به زبان ژاپنی سالمون نامیده می‌شود و یکی از معروفترین انواع سوشی است.